# Le Cri du hibou (film, 2009)
Pour les articles homonymes, voir Le Cri du hibou (homonymie).
Pour plus de détails, voir Fiche technique et Distribution.
Le Cri du hibou (Cry of the Owl) est un film américano-britannico-franco-germano-canadien réalisé par Jamie Thraves en 2009. Il s'agit de la seconde adaptation du roman de Patricia Highsmith après Le Cri du hibou de Claude Chabrol en 1987.

## Synopsis
Robert, un ingénieur aéronautique dépressif, s'est installé dans une petite ville alors qu'il est en instance de divorce. Pour meubler sa solitude, il va souvent épier devant chez elle, une jeune femme de son quartier. Un jour, Jenny le surprend et il lui promet de ne plus recommencer mais c'est elle qui s'immisce complètement dans sa vie malgré la menace de l'ex petit ami de Jenny, Greg. À la suite d'une violente bagarre, Robert est soupçonné du meurtre de ce dernier et perd son travail à la suite des rumeurs de dangerosité lancées par son ex-femme, Nickie. C'est elle qui dissimule Greg et après le suicide de Jenny,  elle commandite le meurtre de Robert qui n'est que blessé. Nickie cherchait à punir Robert mais elle perd la vie avec Greg.

## Fiche technique
- Titre original : Cry of the Owl
- Titre français : Le Cri du hibou
- Réalisation : Jamie Thraves
- Scénario : Jamie Thraves, d'après la nouvelle de Patricia Highsmith
- Pays de production :  États-Unis,  Royaume-Uni,  France,  Allemagne et  Canada
- Langue originale : anglais
- Format : couleur — 2.35 — 16/9
- Genre : thriller
- Durée : 100 minutes
- Dates de sortie :
  - France : 19 août 2009

## Distribution
- Paddy Considine : Robert Forrester
- Julia Stiles : Jenny Thierolf
- Karl Pruner : Mr. Jaffe
- Phillip MacKenzie : Lavigne Client
- Gord Rand : Jack Neilson
- James Gilbert : Greg Wyncoop
- R.D. Reid : Mr. Kolbe
- Caroline Dhavernas (VFB : Carole Baillien) : Nickie Grace
- Constantine Alex Karzis : Robert's Lawyer
- Marcia Laskowski : Nickie's Lawyer
- Krista Bridges : Elaine
- Charlotte Sullivan : Sally Neilson
- Robbie Campbell : Walt Neilson
- Jennifer Kydd : Susie Escham
- Dru Viergever : Bill
- Peter MacNeill : Sam Rhodes
- Arnold Pinnock (en) : Detective Anderson
- Bruce McFee : Detective Lippenholtz
- Nicholas Campbell : Mr. Wyncoop